# Нарин (Забайкальский край)
Нари́н (бур. Наран) — село в муниципальном районе «Могойтуйский район» Агинского Бурятского округа в Забайкальском крае России. 
Входит в состав сельского поселения «Усть-Нарин».

## География
Нарин находится в горной местности на северо-востоке района, на левобережной части долины реки Ага (приток Онона), примыкая к селу Усть-Нарин, примерно в 55 км в направлении восток-север-восток от пгт Могойтуй.
Климат
резко континентальный с жарким летом и холодной малоснежной зимой. Средняя температура июля +18...+20 °С, января  –22...–26 °С. Вегетационный период 150 дней и более .

## История
Село образовано в 2013 году.  
Образование и именование населённого пункта проходило согласно следующим законодательным актам: Закон Забайкальского края от 25.12.2013г. № 922-ЗЗК; Постановление Законодательного Собрания Забайкальского края от 18.12.2013 № 254; Распоряжение Правительства РФ от 13.05.2015 г. № 860-р

## Население
| 2021 |
| ---- |
| 1    |

## Инфраструктура
В соседнем селе Усть-Нарин действует «Усть-Наринская средняя общеобразовательная школа», ФАП . 

## Транспорт
Проходит дорога регионального значения «Могойтуй — Боржигантай».